# Scythris tauromeniella
Scythris tauromeniella is een vlinder uit de familie dikkopmotten (Scythrididae). De wetenschappelijke naam is voor het eerst geldig gepubliceerd in 2004 door Passerin d'Entreves & Roggero.
De soort komt voor in Europa.